# 熊谷組野球部
熊谷組野球部（くまがいぐみやきゅうぶ）は、東京都に本拠地を置き、日本野球連盟に加盟していた社会人野球の企業チームである。

## 概要
1948年、大手ゼネコンの熊谷組が創設。熊谷組は、それ以前にも国民野球連盟（1947年に1年間だけ存在したプロ野球組織）の熊谷レッドソックスのスポンサーとして運営にも携わっていた。
1950年に都市対抗野球に初出場し準優勝となり、7回目の出場となった1957年の都市対抗野球で初優勝を達成した。その後、1960年の第31回大会と1966年の第37回大会で優勝を果たしている。
同社ではバスケットボール部とならぶシンボルスポーツ的な役割を果たし、都市対抗野球大会では若手社員がはしごに乗って応援する独特の応援が行なわれた。
1987年、日本選手権に初出場し準優勝となる。
しかし、平成に入ってからの長期不況が影響し多くの企業がスポーツ事業から撤退する傾向に入ったあおりを受け、1993年に熊谷組も「体質改善3ヵ年計画」を発表し、その一環として野球部・バスケットボール部の休部が発表され、1993年度シーズン終了をもって休部となり、その後正式に廃部届が日本野球連盟に提出された。ただし、熊谷組のホームページでは休部中としている。
その後、主力選手たちが1994年にクラブチームとして『熊球クラブ』を結成した。

## 主要大会の出場歴・最高成績
- 都市対抗野球大会 - 出場34回、優勝3回（1957、1960、1966年）
- 社会人野球日本選手権大会 - 出場2回、準優勝1回（1987年）
- JABA東京スポニチ大会 - 優勝5回（1973、1975、1980、1986、1990年）
- JABA静岡大会 - 優勝1回（1971年）
- JABA京都大会 - 優勝3回（1972、1988、1990年）
- JABA長野県知事旗争奪野球大会 - 優勝1回（1961年）
- JABA日立市長杯選抜野球大会 - 優勝1回（1989年）
- JABAベーブルース杯争奪大会 - 優勝3回（1957、1967、1968年）
- JABA新潟大会 - 優勝1回（1953年）

## 主な出身プロ野球選手
- 杉浦竜太郎（投手） - 1951年に広島カープに入団
- 河内忠吾（投手） - 1956年に大阪タイガースに入団
- 森永勝也（外野手） - 1958年に広島カープに入団
- 高林恒夫（外野手） - 1961年に読売ジャイアンツに入団
- 長野哲（投手） - 1968年ドラフト5位で大洋ホエールズに入団
- 西田暢（内野手） - 1969年ドラフト3位で中日ドラゴンズに入団
- 末永正昭（内野手） - 1970年ドラフト2位で阪神タイガースに入団
- 江本孟紀（投手） - 1970年ドラフト外で東映フライヤーズに入団
- 山本和生（内野手） - 1972年ドラフト3位で読売ジャイアンツに入団
- 加藤安雄（捕手） - 1975年ドラフト4位で阪急ブレーブスに入団
- 伊藤敦規（投手） - 1987年ドラフト1位で阪急ブレーブスに入団
- 横谷彰将（外野手） - 1987年ドラフト5位で横浜大洋ホエールズに入団
- 宮里太（捕手） - 1988年ドラフト2位で横浜大洋ホエールズに入団
- 佐藤和弘（外野手） - 1989年ドラフト1位でオリックス・ブレーブスに入団
- 鈴木哲（投手） - 1989年ドラフト2位で西武ライオンズに入団
- 弓長起浩（投手） - 1991年ドラフト3位で阪神タイガースに入団
- 波留敏夫（外野手） - 1993年ドラフト2位で横浜ベイスターズに入団
- 遠藤政隆（投手） - 1993年ドラフト3位で中日ドラゴンズに入団
- 中山雅行（投手） - 1993年ドラフト4位で千葉ロッテマリーンズに入団

## 在籍していた主な選手
- 古田昌幸（内野手） - 野球殿堂表彰者（2010年）
- 小林秀一（投手） - 愛知学院大4年次の1973年のドラフト会議において読売ジャイアンツからの1位指名を拒否し熊谷組野球部に入部。
- 田原伸吾（外野手） - 此花学院高時代に高校通算78本塁打を記録。のち明大進学。